# Cristóvão Colombo – O Enigma
Cristóvão Colombo – O Enigma é um filme português realizado em 2007 por Manoel de Oliveira.
A estreia em Portugal foi a 10 de Janeiro de 2008, em Cuba.
É inspirado no livro "Cristovão Colon era Português", de Manuel Luciano da Silva e Sílvia Jorge da Silva. Não é um filme histórico, biográfico ou científico, mas uma evocação romanesca de um empreendimento dos Descobrimentos, que defende a hipótese de Cristóvão Colombo ser português e de ter nascido em Cuba, no Alentejo, sendo esse o nome que deu à maior ilha do mar das Antilhas, que ele próprio descobriu.

## Sinopse
Manuel Luciano, um emigrante nos Estados Unidos, para onde fora na década de 1940, volta a Portugal para retomar os estudos. Regressa à América como licenciado em Medicina, mas, como interessado por investigação histórica desde jovem, é conduzido ao mistério sobre Cristóvão Colombo e o seu local de nascimento. Em Portugal, casa com Sílvia e com ela percorre, em Portugal e nos Estados Unidos, os locais ligados à vida de Colombo.
Na ilha de Porto Santo, onde Colombo viveu, encontram pistas que os aproximam da solução.